# Grande Khabur

Il triangolo del Khabur (o Alto Khabur) si trova a nord di Al-Hasakah e ospita diversi siti archeologici

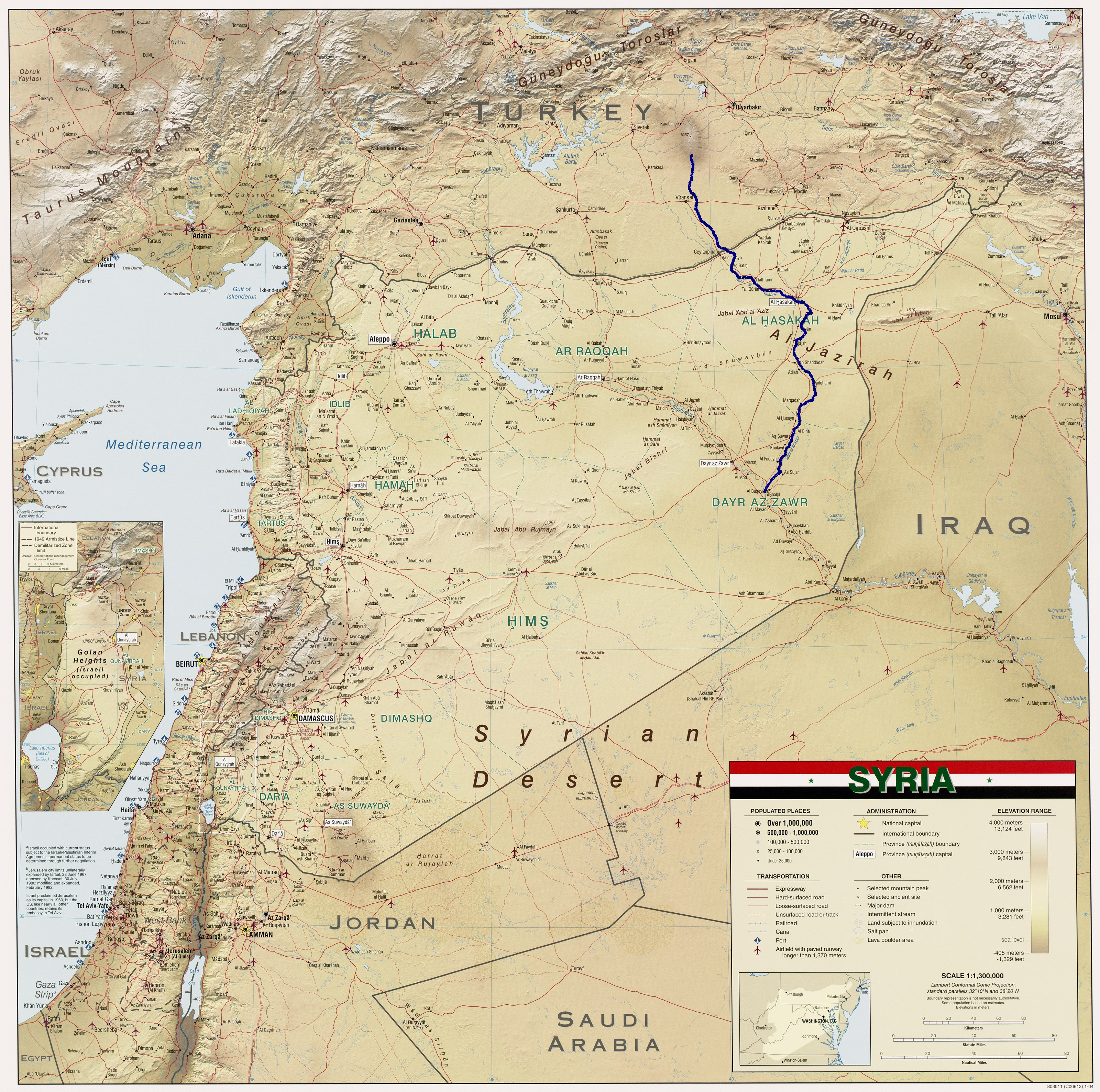
Corso del Grande Khabur

Il Khabur (Arabo نهر الخابور, pronunciabile Habor o Habur) è un fiume che nasce nel sud-est della Turchia e che prosegue nell'est della Siria, dove si congiunge con l'Eufrate.
È detto Grande Khabur per distinguerlo dal Piccolo Khabur, un affluente di sinistra del Tigri.
Il fiume, con i suoi diversi affluenti, come i fiumi Aweidj, Dara, Djirdjib, Jaghjagh, Radd e Zergan, non rappresenta più un grande corso d'acqua, a causa dello sfruttamento intensivo delle fonti e del dirottamento di buona parte dei suoi affluenti verso canali artificiali da parte della Turchia (durante il periodo di tensione fra Siria e Turchia), e durante la maggior parte dell'anno è un wadi (letto asciutto di fiume).
L'alto Khabur è detto anche "triangolo del Khabur" e ospita numerosi siti archeologici, tra cui Tell Brak.

## Storia
A partire dal 1930, numerosi scavi archeologici condotti lungo la valle del Khabur hanno portato alla scoperta di insediamenti risalenti al Paleolitico inferiore, indicando che la regione è stata sede di alcune delle prime civiltà mesopotamiche. Tra i centri più importanti sono da citare Tell Halaf, Tell Brak, Tell Leilan e Urkesh.
Il Khabur ha dato il suo nome a manufatti in ceramica decorata, rinvenuti nel nord della Mesopotamia e Siria, e risalenti all'inizio del II millennio, chiamati ceramica di Khabur. La regione del fiume Khabur è anche associata alla crescita del regno di Mitanni, che fiorì tra il 1500 ed il 1300 a.C. Nei tempi antichi il fiume era conosciuto come Chaboras.
Il Libro dei Re racconta anche come il predecessore di Shalmaneser, Tiglat-Pileser III, abbia deportato gli Israeliti dalla metà ad est del Giordano dell'Israele biblica.

## L'attuale valle coltivata del Khabur
L'opera di canalizzazione della zona intorno al Khabur, iniziata negli anni sessanta, ha comportato la costruzione di molte dighe e canali.
La valle del Khabur, ha attualmente circa 16.000 km² di terreni coltivati, ed è la più grande regione coltivata con irrigazione artificiale della Siria. Il nord est è anche la zona della produzione di petrolio della Siria.